# Цегельня (Опатовський повіт)
Цегельня (пол. Cegielnia) — село в Польщі, у гміні Тарлув Опатовського повіту Свентокшиського воєводства.
Населення — 162 особи (2011).
У 1975-1998 роках село належало до Тарнобжезького воєводства.

## Демографія
Демографічна структура на день 31 березня 2011 року:
|          | Загалом | Допрацездатний вік | Працездатний вік | Постпрацездатний вік |
| -------- | ------- | ------------------ | ---------------- | -------------------- |
| Чоловіки | 76      | 17                 | 46               | 13                   |
| Жінки    | 86      | 23                 | 43               | 20                   |
| Разом    | 162     | 40                 | 89               | 33                   |